# Sveta Ana
Sveta Ana è un comune di 2 338 abitanti della Slovenia nord-orientale.